# Error in forma
Ein error in forma (lat. formeller Irrtum) bezeichnet einen Fehlschluss, einen formal logischen Denkfehler. Der error in re (lat. Irrtum in der Sache selbst) bezeichnet dagegen den Sachfehler, den Fehler hinsichtlich des Wesens, in Bezug auf den Inhalt.
Die Unterscheidung geht zurück auf Georg Hagemann, wonach der Irrtum »ein falsches Urteil [ist], welches für wahr, oder ein wahres Urteil, welches für falsch gehalten wird«. Der formelle Irrtum bestehe »in einem Urteil, welches durch bloß logisch unrichtiges Denken zustande gekommen ist«. Der materielle Irrtum bestehe in dem Widerspruche des Urteilsinhaltes mit dem Gegenstande.